# Aleiodes quebecensis
Aleiodes quebecensis – gatunek błonkówki z rodziny męczelkowatych.

## Zasięg występowania
Ameryka Północna – od Quebecu i Florydy na wschodzie, po Kolumbię Brytyjską i Oregon na zachodzie.

## Budowa ciała
Osiąga 6–8 mm długości. Przyoczka duże, większe niż odległość między nimi a okiem. Czułki złożone z 45–55 krótkich segmentów.
Ubarwienie ciała miodowożółte bądź brązowe. Czułki czarne u podstawy, białe bądź jasnożółte w środkowej części i czarne na końcach. Tylne segmenty stopy oraz kolana żółtawobiałe bądź białe.

## Biologia i ekologia
Aleiodes quebecensis jest wewnętrznym parazytoidem larw sówek z rodzaju Acronicta (wieczernica).